# Велозу, Жуан
Жуан Мигел Финш Велозу (порт. João Miguel Fins Veloso; родился 26 июня 2005 года в Албуфейре, Португалия) — португальский футболист, полузащитник клуба «Бенфика».

## Клубная карьера
Жуан начинал карьеру в клубах «Лоуле» и «Албуфейра», а в 2017 году присоединился к академии «Бенфики». В 2022 году авторитетное издание The Guardian включило его в список из 60 лучших футболистов 2005 года рождения. В сезоне 2024/25 он был переведён в резервную команду клуба. За неё состоялся дебют полузащитника во взрослом футболе: 18 августа 2024 года игрок вышел на замену в матче Сегунды с «Тореенсе». 28 сентября Жуан забил впервые в карьере, поразив ворота клуба «Пасуш-ди-Феррейра».
В конце сезона 2024/25 Жуан стал привлекаться к тренировкам и матчам первой команды «орлов». 23 апреля 2025 года он дебютировал за «Бенфику» в ответном матче полуфинала Кубка Португалии против «Тирсенсе». В июне того же года полузащитник был включён в заявку команды на клубный чемпионат мира. На этом турнире Жуан провёл 1 игру, выйдя на замену на 55-й минуте встречи 1/8 финала с «Челси», состоявшейся 28 июня.

## Международная карьера
В 2021—2023 годах Жуан представлял Португалию на юношеском уровне. В составе юношеской сборной Португалии до 17 лет он принимал участие на юношеском чемпионате Европы 2022. На этом турнире Жуан провёл все 5 матчей с участием португальцев, дойдя до полуфинала, и отметившись 3 забитыми голами. С 2024 года полузащитник является членом молодёжной сборной Португалии и имеет на своём счету 5 сыгранных встреч.

## Стиль игры
Жуан Велозу — полноценный полузащитник, с необходимыми тактическим интеллектом и выносливостью. Он умеет поддерживать темп команды и разгонять атаки, а также обладает хорошим навыком их завершения.